# Gilbert Armea Garcera
Gilbert Armea Garcera (Magarao, Camarines Sul, 2 de fevereiro de 1959) é um clérigo filipino e arcebispo de Lipa.

## Biografia
Gilbert Garcera realizou os estudos secundários no Seminário Menor do Santo Rosário da cidade de Naga, e os estudos filosóficos e teológicos no Seminário Maior do Santo Rosário (1979; 1983) da mesma localidade. Obteve o título de mestre pela Universidade Ateneu de Manila (1992), com a tese "A Proposed Basic Catechetical Formation Program for the Deaf". Defendeu seu doutorado em 2004 com a tese "An OD Intervention in Evolving the Desired Organizational Culture of the Episcopal Commissions of the Catholic Bishop’s Conference of the Philippines (CBCP)", no Instituto de Desenvolvimento Interdisciplinar do Sudeste Asiático (SAIDI), Antipolo.
Recebeu o Sacramento da Ordem em 29 de maio de 1983, do Arcebispo de Cáceres, Teopisto Valderrama Alberto.
Depois de dois anos como vigário paroquial na Igreja Catedral, de 1987 a 2002 foi diretor da pastoral catequética da Arquidiocese de Cáceres, contribuindo significativamente para a tradução para a língua bicolana do Catecismo para os Católicos Filipinos. Ao mesmo tempo, ocupou também os cargos de Chefe do Escritório Diocesano de Comunicações, membro do Conselho Pastoral Diocesano e diretor administrativo da Radio Veritas Asia em Manila.
De 1998 a 2002 foi pároco de São Francisco de Assis na cidade de Naga. De 2003 a 2005 foi assistente do Secretário Geral da Conferência dos Bispos Católicos das Filipinas (CBCP). Também foi Diretor Nacional para as Filipinas das Pontifícias Obras Missionárias e membro do “Comitê Supremo” das mesmas (2004-2007).
Em 4 de abril de 2007, o Papa Bento XVI o nomeou para a Diocese de Daet. O Arcebispo de Cáceres, Leonard Zamora Legaspi OP, o consagrou em 29 de junho do mesmo ano, na Basílica Nossa Senhora de Peñafrancia em Naga; os co-consagradores foram o Arcebispo de Cotabato, Orlando Beltran Quevedo OMI, e o Bispo Emérito de Daet, Benjamin de Jesus Almoneda. A posse ocorreu em 30 de junho de 2007.
Na Conferência Episcopal das Filipinas, Garcera foi membro do Conselho Permanente, representando os Prelados da região sul de Luzon, e Presidente da Comissão Episcopal para a Família e a Vida.

Em 2 de fevereiro de 2017, o Papa Francisco o nomeou Arcebispo de Lipa.